# ティト・プエンテ
ティト・プエンテ（Tito Puente、本名:エルネスト・アントニオ・プエンテ・ジュニア、1923年4月20日 - 2000年5月31日）は、アメリカ・ニューヨーク出身のラテン音楽・ミュージシャン。「マンボの王様」「ラテンの王様」とも呼ばれ、ティンバレス、ヴィブラフォン、キーボードなど複数の楽器を器用に演奏した。また、作曲家、編曲家、バンドリーダーとしても足跡を残した。
1940年代から活躍しペレス・プラードらとともに、1950年代マンボ・ブームの立役者の一人でもある。プレイヤーおよびバンドリーダーとして、後のラテンジャズやサルサの発展にも寄与し、自らのバンドから多くの後進を輩出した功績もあった。
スペイン語では息子のことを「-ito（―ィート）」と呼び、プエンテは「エルネスティート」の「ティート」から「ティト」の愛称で呼ばれるようになった。

## 略歴
プエルトリカンの両親を持つ。ニューヨーク市マンハッタン北東部のヒスパニック居住区（スパニッシュ・ハーレム）で少年時代を過ごした。13歳の時、プエンテはラモン・オリベーロの楽団に加入しデビューする。マチート、ホセ・クルベーロ、ノロ・モラレスの楽団に参加している。1948年に自己のグループ「ピカデリー・ボーイズ」（プエンテ楽団の前身）を結成。デビューから1950年代初めのプエンテ楽団にはエディ・パルミエリの兄、チャーリー・パルミエリや、マニー・オケンドが参加している。ティンバレスは元々、リズムを支える地味な楽器だったが、プエンテはそれを前面に出すことでラテン音楽の主役楽器に押し上げた。
プエンテの代表曲である「Oye Como Va」（邦題：僕のリズムを聞いとくれ）は、ラテンロック・バンド、サンタナにカバーされ、ラテン世界以外にも知られるようになった。プエンテはライブで「サンタナの曲をやってくれと言われるんだ」とジョークを飛ばし、観客を笑わせていた。
以降、生涯現役として精力的な演奏活動を続け、一時的な人気の低迷はあったものの、死の直前まで音楽活動を続け、100枚を超えるリーダー・アルバムを残した。

## ディスコグラフィ

### リーダー・アルバム
- Mambos Vol. 1 & Vol. 2 (1951年、Tico) ※10インチLP
- Mambos Vol. 3 & Vol. 4 (1952年、Tico) ※10インチLP
- Mambos Vol. 5 & King of the Mambo, Vol. 6 (1953年、Tico) ※10インチLP
- 『マンボラマ』 - Mamborama (1955年、Tico)
- Puente In Percussion (1956年、Tico)
- Cha Cha Cha's For Lovers (1956年、Tico)
- 『キューバン・カーニヴァル』 - Cuban Carnival (1956年、RCA Victor)
- 『プエンテ・ゴーズ・ジャズ』 - Puente Goes Jazz (1956年、RCA Victor)
- 『ナイト・ビート』 - Night Beat (1957年、RCA Victor)
- 『トップ・パーカッション』 - Top Percussion (1958年、RCA Victor)
- 『ダンス・マニア』 - Dance Mania (1958年、RCA Victor)
- Dancing Under Latin Skies (1959年)
- Mucho Cha-Cha (1959年)[4]
- 『タンボー』 - Tambo (1960年、RCA Victor)
- Cha Cha With Tito Puente at Grossinger's (1960年、RCA Victor)
- 『パチャンガ・イン・ニューヨーク』 - Pachanga In New York (1961年、Gema) ※with ラセリエ
- 『ジ・エキサイティング・ティト・プエンテ・バンド・イン・ハリウッド』 - The Exciting Tito Puente Band In Hollywood (1962年、GNP Crescendo)
- El Rey: Bravo (1962年、Tico)
- 『イ・パレセ・ボボ』 - Y Parece Bobo (1963年、Alegre)
- Tito Puente Swings, The Exciting Lupe Sings (1965年)
- 『オン・ブロードウェイ』 - On Broadway (1983年、Concord Picante)
- 『エル・レイ』 - El Rey: Tito Puente & His Latin Ensemble (1984年、Concord Picante)
- 『マンボ・ディアブロ』 - Mambo Diablo (1985年、Concord Picante)
- 『センセーション』 - Sensacion (1986年、Concord Picante)
- 『ウン・ポコ・ロコ』 - Un Poco Loco (1987年、Bellaphon)
- 『サルサ・ミーツ・ジャズ』 - Salsa Meets Jazz (1988年、Concord Picante)
- 『ゴサ・ミ・ティンバル』 - Goza Mi Timbal (1989年、Concord Picante)
- 『アウト・オブ・ディス・ワールド』 - Out Of This World (1991年、Concord Picante)
- 『マンボ・オブ・ザ・タイムス』 - Mambo Of The Times (1992年、Concord Picante)
- 『ライブ・アット・ザ・ヴィレッジ・ゲイト』 - Live At The Village Gate (1992年、Tropi Jazz / RMM)
- 『ドナ・リー』 - Royal T (1993年、Concord Picante)
- 『マスター・ティンバレーロ』 - Master Timbalero (1994年、Concord Picante)
- Tito's Idea (1995年、Tropi Jazz / RMM)
- 『ジャズィン』 - Jazzin'  (1996年、Tropi Jazz / RMM) ※with インディア
- Percussion's King (1997年)
- Selection of Mambo & Cha Cha Cha (1997年)
- 『50イヤーズ・オブ・スイング』 - 50 Years of Swing (1997年)
- Tito Meets Machito: Mambo Kings (1997年) ※with マチート
- Cha Cha Cha Rumba Beguine (1998年)
- 『ダンスマニア'99〜ライヴ・アット・バードランド』 - Dance Mania '99: Live at Birdland (1998年)
- The Very Best of Tito Puente (1998年)
- Timbalero Tropical (1998年)
- Yambeque (1998年)
- Absolute Best (1999年)
- Carnival (1999年)
- Colección original (1999年)
- 『ゴールデン・ラテン・ジャズ・オール・スターズ』 - Golden Latin Jazz All Stars: In Session (1999年)
- Latin Flight (1999年)
- Latin Kings (1999年)
- Lo mejor de lo mejor (1999年)
- 『マンボ・バードランド』 - Mambo Birdland (1999年)
- Special Delivery (1996年) ※featuring メイナード・ファーガソン
- Rey (2000年)
- His Vibes & Orchestra (2000年)
- Cha Cha Cha for Lovers (2000年)
- 『オメナーヘ・ア・ベニー・モレー (ベニー・モレーに捧ぐ)』 - Homenaje a Beny Moré Vol. 3 (2000年) ※featuring セリア・クルス
- Dos ídolos. Su música (2000年)
- Tito Puente y su Orquesta Mambo (2000年)
- The Complete RCA Recordings. Vol. 1 (2000年)
- The Best of the Concord Years (2000年)
- Por fin (Finally) (2000年)
- 『パーティー・ウィズ・プエンテ』 - Party with Puente! (2000年)
- 『マスターピース』 - Masterpiece/Obra maestra (2000年) ※with エディ・パルミエリ
- Mambo Mambo (2000年)
- Mambo King Meets the Queen of Salsa (2000年)
- Latin Abstract (2000年)
- Kings of Mambo (2000年)
- Cha Cha Cha for Lovers (2000年)
- The Legends Collection: Tito Puente & Celia Cruz (2001年)
- The Complete RCA Recordings, Vol. 2 (2001年)
- RCA Recordings (2001年)
- Puente caliente (2001年)
- The Best of... (2001年)
- King of Mambo (2001年)
- 『エル・レイ+パ・ランテ』 - El Rey: Pa'lante! Straight! (2001年)
- Cocktail Hour (2001年)
- Selection. King of Mambo (2001年)
- Herman Meets Puente (2001年)
- Undisputed (2001年)
- Fiesta (2002年)
- Colección Diamante (2002年)
- Tito Puente y Celia Cruz (2002年)
- Live at the Playboy Jazz Festival (2002年)
- King of Kings: The Very Best of Tito Puente (2002年)
- Hot Timbales! (2002年)
- Dr. Feelgood (2002年)
- Carnaval de éxitos (2002年)
- Caravan Mambo (2002年)
- We Love Salsa (2006年)
- 『ライヴ・アット・モンタレー・ジャズ・フェスティヴァル 1977』 - Live At The 1977 Monterey Jazz Festival (2008年)
- Quatro: The Definitive Collection(2012年)

### 参加アルバム
CTIオールスターズ（ディジー・ガレスピーほか）
- 『リズムスティック』 - Rhythmstick (1990年)

ベニー・ゴルソン
- 『クリフォードの思い出』 - Remembering Clifford (1998年、Milestone)

クインシー・ジョーンズ
- 『プレイズ・フォー・プッシーキャッツ』 - Quincy Plays for Pussycats (1965年、Mercury) ※1959年-1965年録音

ヒルトン・ルイス
- Rhythm in the House (1998年、RMM) ※1976年録音

ソニー・スティット
- 『ザ・マタドールズ・ミート・ザ・ブル・スティット!』 - The Matadors Meet the Bull (1965年、Roulette)